# Meeresboden-Vertrag

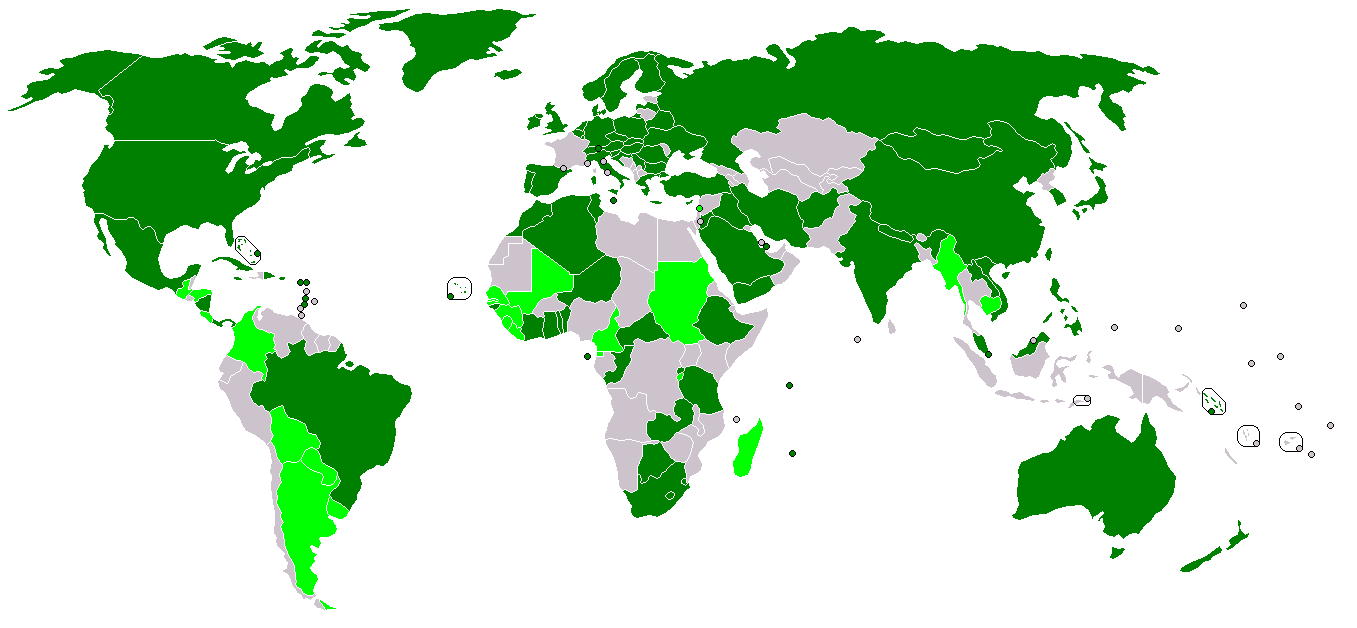
Vertrag in Kraft
Vertrag unterzeichnet, aber nicht ratifiziert

Der Meeresboden-Vertrag (Vertrag über das Verbot der Anbringung von Kernwaffen und anderen Massenvernichtungswaffen auf dem Meeresboden und im Meeresuntergrund) ist ein völkerrechtliches Übereinkommen zwischen den Vereinigten Staaten, der Sowjetunion, Großbritannien und 84 weiteren Staaten, das die Anbringung von Massenvernichtungswaffen oder von Einrichtungen, die der Lagerung, Erprobung oder Verwendung dieser Waffen dienen, auf dem Meeresboden oder im Meeresuntergrund jenseits des Küstenmeers untersagt. Der Vertrag sieht zudem ein Kontrollrecht der Mitgliedstaaten hinsichtlich aller Aktivitäten eines anderen Mitgliedstaats auf dem Meeresboden auch außerhalb des Küstenmeers vor.
Ebenso wie im Antarktisvertrag, im Weltraumvertrag und in den Verträgen über die atomwaffenfreie Zone ist es Ziel des Meeresboden-Vertrages, internationale Konflikte und Atomwaffen von Gebieten fernzuhalten, die dem Wohl der gesamten Menschheit dienen.
In den 1960er-Jahren nährten der technische Fortschritt im Bereich der Ozeanographie und das weltweit zunehmende Interesse am Abbau von Bodenschätzen im Bereich der Tiefsee die Befürchtung, dass es zu einem Rüstungswettlauf der Atommächte auf Hoher See kommen könnte.
Die Generalversammlung der Vereinten Nationen errichtete am 18. Dezember 1967 auf Vorschlag des Botschafters von Malta ein Ad-hoc-Komitee mit dem Ziel, Wege zur friedlichen Nutzung des Meeresbodens zu erarbeiten. Im folgenden Jahr wurde das Komitee in ein dauerhaftes umgewandelt. In dieser Zeit wurden seerechtliche Fragen mit militärischen Bezügen vom Eighteen Nation Disarmament Committee (ENDC) und dessen Nachfolgerin, der Conference of the Committee on Disarmament (CCD) bearbeitet. In einer Nachricht an die amerikanische Delegation beim ENDC regte Präsident Nixon eine Vereinbarung zum Verbot der Anbringung von Kernwaffen und anderen Massenvernichtungswaffen auf dem Meeresboden an. Seiner Meinung nach könne nur so „ein Wettrüsten verhindert werden, bevor es überhaupt begonnen hat.“
Der Meeresboden-Vertrag wurde am 11. Februar 1971 in Washington, D.C., London und Moskau zur Unterzeichnung ausgelegt und trat am 18. Mai 1972 in Kraft, nachdem er von mehr als 25 Staaten ratifiziert worden war.